# Жарка на горячей соли
Жарка на горячей соли (а также на горячем песке) — кулинарная техника традиционная для некоторых регионов Азии. В основном пользуются ей уличные торговцы едой в Бангладеше, Пакистане, Китае и Индии

## Жарка на горячей соли
В Пакистане на соли в основном используется уличными торговцами для приготовления кукурузы. Каменная соль предварительно разогревается в сковроде-воке. Либо целые початки, либо отдельные зерна закапывают в соль и время от времени перемешивают. Для жарки арахиса, кукурузы и яиц обычно используется морская соль. Во время готовки воздушного риса карахи (в Индии), патил (в Бангладеш) или вок разогревают над огнём в индийской печи, а затем, всыпают в него пропаренный или высушенный предварительно приготовленный рис и перемешивают. Далее, воздушный рис быстро удаляют металлическим ситом и охлаждают.

## Жарка на горячем песке

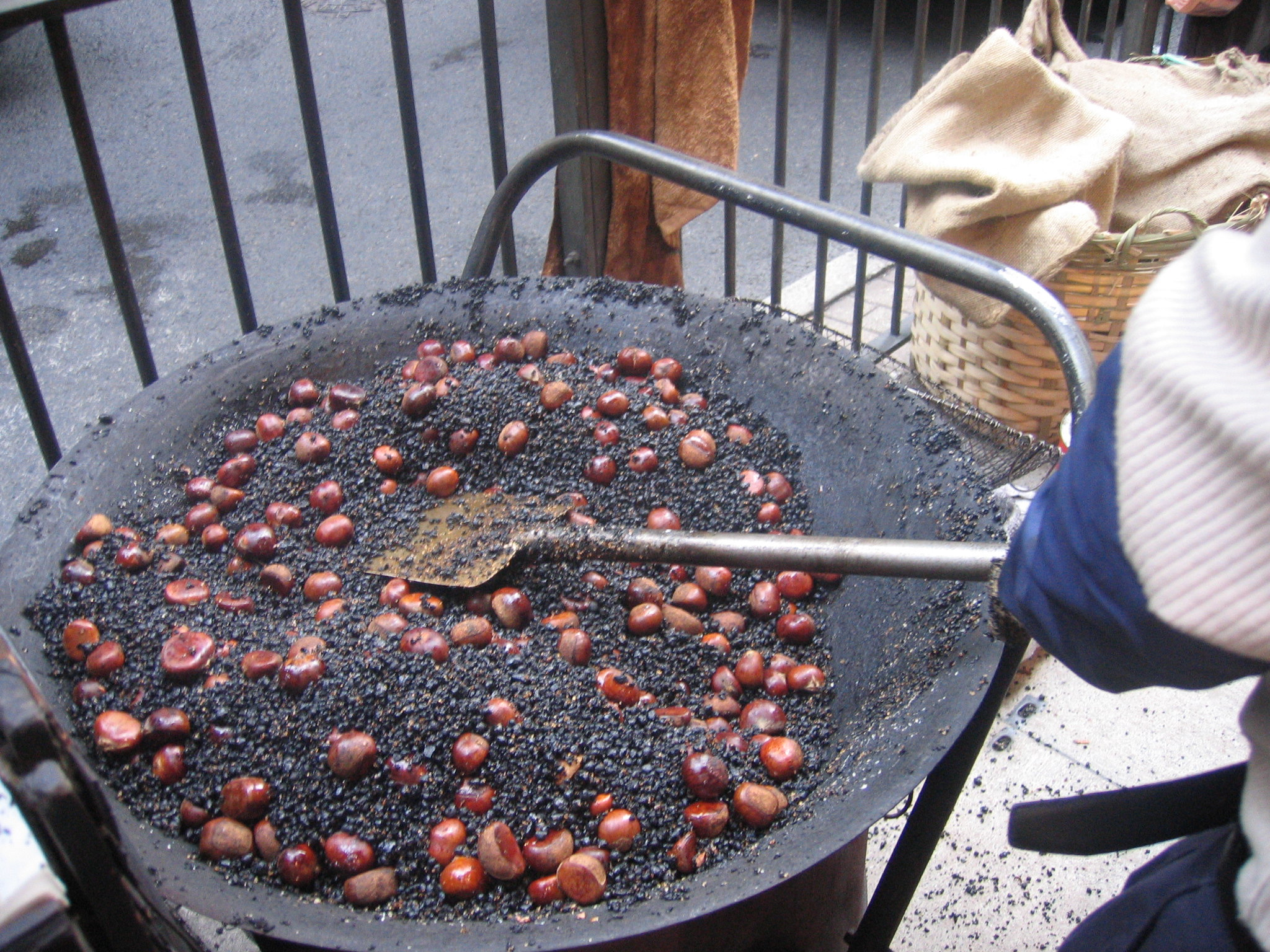
Каштаны на горячем почерневшем песке, приготовленные уличным торговцем.

Жарка на горячем песке — одна из стандартных техник приготовления каштанов и арахиса уличными торговцами в Китае и Индии. Большой сковороду-вок наполняют песком и нагревают до высокой температуры вместе с орехами. Орехи закапывают в горячий песок и время от времени переворачивают шпателем. Затем песок и орехи отделяют через сито из проволочной сетки. Со временем песок чернеет из-за накопления обугленных частиц от обжариваемых продуктов. В деревенской местности в песке также жарят мясо или рыбу, предварительно заворачивая его в банановый лист.